# Kamenné Kosihy
Kamenné Kosihy és un poble i municipi d'Eslovàquia. Es troba a la regió de Banská Bystrica.

## Història
La primera menció escrita de la vila es remunta al 1135.

## Demografia
| Godina             | 1994 | 2004   | 2014   | 2024   |
| ------------------ | ---- | ------ | ------ | ------ |
| Nombre de persones | 374  | 344    | 343    | 359    |
| Diferència         |      | −8,02% | −0,29% | +4,66% |

| Godina             | 2023 | 2024   |
| ------------------ | ---- | ------ |
| Nombre de persones | 356  | 359    |
| Diferència         |      | +0,84% |